# Ворничаны
Ворничаны (укр. Ворничани) — село в Хотинской городской общине Днестровского района Черновицкой области Украины.
До 2020 года входило в Хотинский район
Население по переписи 2001 года составляло 637 человек. Почтовый индекс — 60042. Телефонный код — 3731. Код КОАТУУ — 7325080901.